# Enric Ortenbach i Garcia
Enric Ortenbach i Garcia   (Barcelona, 1929 - 6 de setembre de 1996) va ser un comediògraf i adaptador de teatre català.

## Obra dramàtica
- 1957. Las palmeras de plomo.[3]
- 1963, Vida de familia.
- 1973, juny Las gatas sicilianas. Estrenada al Teatre Talia de Barcelona.[4]
- 1973. Un yogur para dos, original de Stanley Prince, versió d'Enric Ortenbach. Estrenada al Teatre Moratín de Barcelona.[5][6]
- 1977, setembre. No te'n oblidis mai (...el paso alegre de la paz), en col·laboració de Jaume Nadal i Josep Maria Loperena, original de Peter Nichols. Estrenada al Teatre Romea de Barcelona.[7]
- 1984-1985, El xou de la família Pera.[8]

## Assaig
- 1964. Veinticinco siglos de teatro.[9]